# Демко, Тэтчер
Тэ́тчер Ду́глас Де́мко (англ. Thatcher Douglas Demko; 8 декабря 1995 г. Сан-Диего, США) — американский хоккеист, вратарь. Выступает за команду НХЛ «Ванкувер Кэнакс».
В составе молодёжной сборной США участник чемпионата мира 2015. В составе юниорской сборной США участвовал на юношеском чемпионата мира 2013, где завоевал серебряные медали.